# Nikkel(II)hydroxide
Nikkel(II)hydroxide is een anorganische verbinding van nikkel, met als brutoformule Ni(OH)2. De stof komt voor als groene hexagonale kristallen, die onoplosbaar zijn in water. Het komt ook voor als monohydraat, dat matig oplosbaar is in verdunde zuren en ammoniak.
Nikkel(II)hydroxide komt in de natuur voor onder de vorm van het zeer zeldzame mineraal theofrastiet.

## Synthese
Nikkel(II)hydroxide wordt bereid door een reactie van een oplosbaar nikkel(II)zout (bijvoorbeeld nikkel(II)sulfaat) en natriumhydroxide. Het onoplosbare nikkel(II)hydroxide slaat neer:
{\displaystyle \mathrm {Ni^{2+}\ +\ 2\ NaOH\ \longrightarrow \ Ni(OH)_{2}\downarrow \ +\ 2\ Na^{+}} }

## Eigenschappen en reacties
Het toevoegen van ammoniak aan nikkel(II)hydroxide zorgt voor de vorming van het blauwgekleurde complex hexamminenikkel(II)hydroxide:
{\displaystyle \mathrm {Ni(OH)_{2}\ +\ 6\ NH_{3}\ \longrightarrow \ [Ni(NH_{3})_{6}]^{2+}\ +\ 2\ OH^{-}} }
Door behandeling van nikkel(II)hydroxide met sterke oxidatoren, zoals chloor en broom, wordt het donkergroene tot zwarte nikkel(II)oxide gevormd:
{\displaystyle \mathrm {Ni(OH)_{2}\ +\ Br_{2}\ \longrightarrow \ NiO_{2}\downarrow \ +\ 2\ HBr} }

## Toepassingen
Nikkel(II)hydroxide wordt gebruikt in elektroden van oplaadbare batterijen. Wanneer deze batterijen worden opgeladen, dan vormt zich nikkel(III)oxide (Ni2O3). In de nikkel-cadmium-accu bevindt nikkel(II)hydroxide zich in evenwicht met cadmium:
{\displaystyle \mathrm {2\ NiO(OH)\ +\ Cd\ +\ 2\ H_{2}O\ \longrightarrow \ 2\ Ni(OH)_{2}\ +\ Cd(OH)_{2}} }
Daarnaast wordt het ook gebruikt bij de synthese van nikkelhoudende katalysatoren.